# Vestalis atropha
Vestalis atropha är en trollsländeart som beskrevs av Maurits Anne Lieftinck 1965. Vestalis atropha ingår i släktet Vestalis och familjen jungfrusländor. IUCN kategoriserar arten globalt som livskraftig. Inga underarter finns listade i Catalogue of Life.